# Geschütztes Gebiet der Antarktis
Ein geschütztes Gebiet der Antarktis ist ein Gebiet (einschließlich Meeresgebieten) südlich des 60. südlichen Breitengrades, das durch den Antarktisvertrag besonders geschützt wird. Nach Anlage V des Umweltschutzprotokolls zum Antarktisvertrag „Schutz und Verwaltung von Gebieten“ von 1991 gibt es in der Antarktis drei Arten von geschützten Gebieten:
- Besonders geschütztes Gebiet der Antarktis (Antarctic Specially Protected Area – ASPA)
- Besonders verwaltetes Gebiet der Antarktis (Antarctic Specially Managed Area – ASMA)
- Historische Stätte und Denkmal (Historic Site and Monument – HSM)

Gegenwärtig gibt es 73 ASPA, 7 ASMA und 85 HSM.